# Hyperstrotia molybdota
Hyperstrotia molybdota är en fjärilsart som beskrevs av George Francis Hampson 1910. Hyperstrotia molybdota ingår i släktet Hyperstrotia och familjen nattflyn. Inga underarter finns listade i Catalogue of Life.